# Quesnel Alphonse
Quesnel Alphonse SMM (* 1. Dezember 1949 in Port-au-Prince, Haiti) ist ein haitianischer Ordensgeistlicher und Bischof von Fort-Liberté.

## Leben
Quesnel Alphonse trat 1972 der Ordensgemeinschaft der Montfortaner bei und empfing am 16. Juli 1977 das Sakrament der Priesterweihe. Er war Direktor des Bildungshauses Domus Mariae in Cap-Haïtien und Pfarrer mehrerer von den Montfortanern betreuter Pfarreien, unter anderem in Chansolme im Bistum Port-de-Paix und zuletzt der Pfarrei Saint-Louis Roi de France in Port-au-Prince.
Am 10. November 2012 ernannte ihn Papst Benedikt XVI. zum Titularbischof von Dionysiana und bestellte ihn zum Weihbischof in Port-au-Prince. Der Erzbischof von Port-au-Prince, Guire Poulard, spendete ihm am 22. Dezember desselben Jahres die Bischofsweihe; Mitkonsekratoren waren der emeritierte Bischof von Port-de-Paix, François Colimon SMM, und der Bischof von Les Cayes, Chibly Langlois.
Am 25. Oktober 2014 ernannte ihn Papst Franziskus zum Bischof von Fort-Liberté. Die Amtseinführung fand am 13. Dezember desselben Jahres statt.